# Sur les docks
Pour plus de détails, voir Fiche technique et Distribution.
Sur les docks (titre original : New Orleans Uncensored) est un film noir américain réalisé par William Castle, sorti en 1955.

## Synopsis
Sur les docks de La Nouvelle-Orléans, une annonce d'embauche pour ouvriers se transforme en bagarre menée par des représentants du raquetteur Floyd « Zero » Saxon (Michael Ansara), qui cherche ainsi à attiser la concurrence. Quand l'ancien officier de la marine Dan Corbett (Arthur Franz) arrive sur les docks pour travailler, il est repoussé par la bagarre. Il change alors d'avis et négocie un LSM pour lancer sa propre entreprise de transport maritime. Mais pour ça, il doit travailler au chantier naval en servant les dockers à la cantine.
Il y fait la rencontre d'Alma Mae, petite amie de Jack Petty (, un agent d'affaire de l'union des dockers. Alors qu'un ivrogne drague lourdement Alma, Dan le frappe, impressionnant ainsi Alma, qui lui révèle qu'il s'agissait du meilleur boxeur de l'union. Plus tard, Dan demande de l'aide à Alma pour lui trouver du travail, et le lendemain matin, elle lui présente Joe Reilly (William Henry), le gérant du dock de Saxon. Celui-ci explique que Saxon réussit en enchérissant plus bas que tous les autres quais de la ville, et Dan s'engage.
Dan, Joe et sa femme Marie (Beverly Garland) se donnent rendez-vous pour dîner, et Dan rencontre le frère de Marie, Scrappy Durant, un ancien boxeur devenu entraîneur, qui propose d'aider Dan à boxer pour l'union.
Les jours suivants, Dan travaille dur, mais il ne comprend pas quand Joe lui reproche de vouloir vérifier les papiers d'une embarcation suspecte. Dan, Joe et Marie doivent à nouveau se rencontrer pour dîner ensemble, mais Dan et Marie attendent en vain Joe : sans que Marie soit au courant, Joe est allé poser sa démission à Saxon, ayant économisé suffisamment pour lancer sa propre affaire. Mais alors que Saxon avait accepté, il a envoyé ses bras droits, Deuce et Big Mike, pour le tuer parce que Joe connaissait trop bien les opérations de Saxon. Quand la police et les hommes politiques de la Nouvelle Orléans découvrent l'assassinat de Joe, ils se réunissent avec le patron des dockers pour discuter de la mainmise des raquetteurs sur les docks. Marie raconte en pleurant à Dan qu'elle s'attendait à la mort de Joe, mais Dan resté choqué par l'assassinat.
Peu après, un agent d'assurance se présente aux docks pour enquêter sur le manque de marchandises, mais les superviseurs du docks interfèrent avec l'investigation et l'agent confisque une embarcation suspecte. La nuit-même, deux hommes mettent le feu à proximité de cette embarcation, suivant les ordres de Saxon. Dan, qui travaillait tard, voit le feu, pousse la cargaison hors des docks et empêche le feu de se propager. Le lendemain, Al Chittenden, président de l'union des dockers (interprété par lui-même), responsabilise Petty pour le feu et le punit. Pour apaiser Chittenden, ce dernier, un proche associé de Saxon, érige Dan en héros. Alma invite Dan chez elle pour un cocktail afin de l'informer que lors de l'hommage à Joe, Dan sera également honoré pour son rôle lors de ces événements. Au dîner, Dan apprécie d'être reconnu publiquement par Saxon. Scrappy raconte plus tard à Dan que Marie pense qu'il est manipulé par Saxon et explique comment Saxon utilise des papiers complexes pour couvrir ses activités illégales.
Saxon fait appeler Dan et lui offre une énorme augmentation s'il accepte le poste qu'occupait Joe. Quand Dan demande directement comment un si grand salaire est possible dans le cadre des règles de l'union, Saxon reste évasif et Dan finit par partir sans accepter l'offre. Pensant que Scrappy est à l'origine des doutes de Dan, mais sachant qu'un autre assassinat attirerait trop l'attention de la police, Saxon ordonne à Deuce et Mig Mike de forcer un conflit entre Dan et Scrappy : à la salle de sport, Deuce dit à Scrappy que Dan a avoué que ce dernier l'avait averti des opérations de Saxon. Furieux, Scrappy provoque un combat sur le ring avec Dan. Mais Dan envoie foudroie Scrappy et reste pétrifié quand il le voit s'effondrer et se rend compte qu'il est mort. Malgré tout, Marie dit à Dan que ce n'est pas de sa faute, Scrappy ayant un cœur fragile (ce dont seule sa famille et Saxon étaient au courant).
Quand Dan avertit la présence de Deuce et Big Mike à la salle de sport, il informe la police et Chittenden des activités dont il a été témoin. La police demande à Dan de cacher un moniteur de radio sur l'une des embarcations pour traquer ses mouvements. Rapidement, le trafic de marchandises de Saxon est découvert. Mais lui aussi trouve la radio et court vers les papiers qui peuvent l'incriminer dans les entrepôts. La police étant toujours dans l'incapacité d'arrêté Saxon, Chittenden collabore en provoquant la grève des dockers, ce qui empêche tout accès aux docks par les hommes de Saxon. Ce dernier envoie Big Mike mater Dan pour sa complicité avec les autorités, mais Dan est ranimé par Alma, qui lui offre des informations sur l'implication de Saxon dans le meurtre de Joe contre son immunité. Dan trouve Saxon, qui était secrètement entré dans l'entrepôt, et engage une bagarre avec lui avant que la police intervienne et arrête le raquetteur.
Plusieurs mois plus tard, Dan et Marie se reposent à bord de son LSM en apprenant à la radio l'inculpation de Saxon.

## Fiche technique
- Titre original : New Orleans Uncensored
- Réalisation : William Castle
- Producteur : Sam Katzman
- Photographie : Henry Freulich
- Musique : Mischa Bakaleinikoff
- Budget :
- Durée : 76 minutes
- Pays :  États-Unis
- Langue : Anglais
- Couleur :
- Date de sortie : mars 1955

## Distribution
- Arthur Franz : Dan Corbett
- Beverly Garland : Marie Reilly
- Helene Stanton : Alma Mae
- Michael Ansara : Floyd « Zero » Saxon
- Stacy Harris : Scrappy Durant
- William Henry : Joe Reilly
- Michael Granger (en) : Jack Petty
- Frankie Ray : Deuce
- Ed Nelson : Charlie
- Mike Mazurki : Big Mike
- Al Chittenden : lui-même